# Berthold Bahnsen
Berthold Bahnsen (* 8. Januar 1913 in Lindholm, Schleswig-Holstein; † 14. Oktober 1971 in Flensburg) war ein friesischer Minderheitenpolitiker in Schleswig-Holstein.

## Leben und Beruf
Nach dem Besuch der Oberrealschule machte Bahnsen, der der friesischen Minderheit in Schleswig-Holstein entstammte, eine Banklehre in Flensburg und Schleswig. Er wird von Danker und Lehmann-Himmel in ihrer Studie über das Verhalten und die Einstellungen der Schleswig-Holsteinischen Landtagsabgeordneten und Regierungsmitglieder der Nachkriegszeit in der NS-Zeit als „angepasst-ambivalent“ charakterisiert. Seit 1946 war er Filialleiter der Sparkasse Nordfriesland in Leck. Er war verheiratet und hatte zwei Kinder.

## Politik
Bahnsen war Mitglied des SSW. Er gehörte dem Gemeinderat von Leck an. Von 1947 bis 1954 und von 1958 bis zu seinem Tode war er Landtagsabgeordneter in Schleswig-Holstein. Der Landtag wählte ihn 1949 zum Mitglied der ersten Bundesversammlung, die am 12. September 1949 Theodor Heuss zum Bundespräsidenten wählte. Sein politischer Schwerpunkt war die Wirtschafts- und Finanzpolitik. Seit 1962 bildete er die "Ein-Mann-Fraktion" des SSW. Im Herbst 1969 kam Bahnsen bei der entscheidenden Abstimmung über die Kreisreform in Schleswig-Holstein eine zentrale Rolle zu. Aus 17 sollten 12 Kreise im nördlichsten Bundesland werden. Ministerpräsident Helmut Lemke hatte mit seiner CDU/FDP-Koalition infolge von Abweichlern in den eigenen Reihen keine Regierungsmehrheit. Es kam nun auf Bahnsen an. Ihm war wichtig, dass seine Heimatregion Nordfriesland erstmals einen gemeinsamen Kreis bilden konnte. Also stimmte er zu und verhalf der Regierung Lemke zur Mehrheit. Von Gegnern wurde seinerzeit kritisch angemerkt, dass Bahnsen sich besser hätte enthalten sollen, um dem Eindruck entgegenzuwirken, die Reform sei letztlich eine Neuordnung von Dänemarks Gnaden. Am 24. April 1971 wurde Bahnsen mit dem Bundesverdienstkreuz erster Klasse ausgezeichnet. Als er nach einem Herzinfarkt 1971 unerwartet verstarb, war er dienstältester Abgeordneter im Landtag von Schleswig-Holstein und weithin geachtet. Mit Entschiedenheit vertrat er seine politische Auffassung, verstand es aber des Öfteren mit launigen Bemerkungen kontroversen Diskussionen die Schärfe zu nehmen und versöhnend zu wirken. Durch sein politisches Wirken leistete er einen wichtigen Beitrag, dass eine anfangs noch vorhandene deutsch-dänische Rivalität im Laufe der Jahre ihre Schärfe verlor und schließlich bedeutungslos wurde.

## Quelle
- Prof. Dr. Thomas Steensen: Ein Wegbereiter für die Verständigung. SHZ, Inselbote, Seite NF 1 vom 8. Januar 2013.